# Distrito electoral de Highland (condado de Hayes, Nebraska)
Highland (en inglés: Highland Precinct) es un distrito electoral ubicado en el condado de Hayes en el estado estadounidense de Nebraska. En el Censo de 2010 tenía una población de 39 habitantes y una densidad poblacional de 0,43 personas por km².

## Geografía
Highland se encuentra ubicado en las coordenadas 40°23′34″N 100°50′6″O / 40.39278, -100.83500. Según la Oficina del Censo de los Estados Unidos, Highland tiene una superficie total de 91.28 km², de la cual 91.28 km² corresponden a tierra firme y (0%) 0 km² es agua.

## Demografía
Según el censo de 2010, había 39 personas residiendo en Highland. La densidad de población era de 0,43 hab./km². De los 39 habitantes, Highland estaba compuesto por el 87.18% blancos, el 0% eran afroamericanos, el 0% eran amerindios, el 0% eran asiáticos, el 0% eran isleños del Pacífico, el 10.26% eran de otras razas y el 2.56% pertenecían a dos o más razas. Del total de la población el 10.26% eran hispanos o latinos de cualquier raza.